# Horsøyna (Øygarden)
Ne doit pas être confondu avec Horsøyna.
Horsøyna est une île dans le landskap Sunnhordland du comté de Vestland. Elle appartient administrativement à Øygarden.

## Géographie
Rocheuse et couverte d'une légère végétation, elle s'étend sur environ 855 m de longueur pour une largeur approximative de 357 m. Elle compte environ 7 bâtiments et est reliée au nord à Søreholmen par une digue. 